# Liste der brasilianischen Botschafter im Senegal
Der brasilianische Botschafter residiert im Immeuble Foundation Fahd am Boulevard Djily Mbaye Kreuzung Rue Macodo Ndiaye in Dakar.
| Ernannt/Akkreditiert | Name                                     | Bemerkungen                                              | ernannt von                          | akkreditiert bei      | Posten verlassen |
| -------------------- | ---------------------------------------- | -------------------------------------------------------- | ------------------------------------ | --------------------- | ---------------- |
| 1961                 | Carlos Augusto de Carvalho e Souza       | Geschäftsträger                                          | Jânio Quadros                        | Léopold Sédar Senghor |                  |
| 1961                 | Joayrion Martina Cahú                    | Geschäftsträger                                          | Jânio Quadros                        | Léopold Sédar Senghor | 1962             |
| 1962                 | Carlos Augusto de Carvalho e Souza       | Geschäftsträger                                          | Jânio Quadros                        | Léopold Sédar Senghor |                  |
| 26. März 1962        | Frederico Chermont Lisboa                |                                                          | Humberto Castelo Branco              | Léopold Sédar Senghor | 15. Juli 1966    |
| 1966                 | Rodolpho Godoy de Souza Dantas           | Geschäftsträger                                          | Humberto Castelo Branco              | Léopold Sédar Senghor |                  |
| 10. Apr. 1970        | Raul Henrique Castro e Silva de Vincenzi |                                                          | Aurélio de Lira Tavares              | Léopold Sédar Senghor | 10. März 1971    |
| 1971                 | Mário Wilson Fenandes                    |                                                          | Aurélio de Lira Tavares              | Léopold Sédar Senghor |                  |
| 10. März 1971        | Beata Vettori                            | 1957 brasilianische Konsulin in Cardiff                  | Aurélio de Lira Tavares              | Léopold Sédar Senghor |                  |
| 1971                 | René Haguenauer                          | (* 18. März 1936) Geschäftsträgerin                      | Aurélio de Lira Tavares              | Léopold Sédar Senghor | 1973             |
| 1. Juli 1972         | João Cabral de Melo Neto                 |                                                          | Aurélio de Lira Tavares              | Léopold Sédar Senghor | 1979             |
| 1979                 | Renato Bayma Denys                       |                                                          | João Baptista de Oliveira Figueiredo | Léopold Sédar Senghor | 1985             |
| 1985                 | Lindolfo Leopoldo Collor                 |                                                          | José Sarney                          | Abdou Diouf           | 1990             |
| 30. Nov. 1999        | Ricardo Carvalho do Nascimento Borges    | seit 1999 auch akkreditiert für Mauretanien und Gambia   | Fernando Henrique Cardoso            | Abdou Diouf           |                  |
| 2002                 | Irene Vida Gala                          | (* 29. September 1961 in São Paulo) Geschäftsträgerin    | Fernando Henrique Cardoso            | Abdoulaye Wade        |                  |
| 17. Aug. 2005        | Katia Godinho Gilaberte                  | (* 3. November 1954) auch in Banjul, Gambia akkreditiert | Fernando Henrique Cardoso            | Abdoulaye Wade        |                  |
| 20. Juli 2010        | Maria Elisa Teófilo de Luna              | (* 23. Januar 1952) auch in Banjul, Gambia akkreditiert  | Luiz Inácio Lula da Silva            | Abdoulaye Wade        | 2015             |
| 12. Okt. 2015        | Flávio Hugo Lima Rocha Junior            | (* 30. Januar 1962) auch in Banjul, Gambia akkreditiert  | Dilma Rousseff                       | Macky Sall            |                  |